# Nurcan Yılmaz
Nurcan Yılmaz (ur. 7 października 1990) – turecka judoczka.
Startowała w Pucharze Świata w latach 2009–2012, 2014, 2015, 2017 i 2022. Brązowa medalistka igrzysk śródziemnomorskich w 2018 i 2022. Wygrała igrzyska solidarności islamskiej w 2021. Uczestniczka mistrzostw Europy w 2011 roku.